# Парфенькино
Парфе́нькино — деревня в Клинском районе Московской области России.
Относится к сельскому поселению Петровское, до муниципальной реформы 2006 года относилась к Елгозинскому сельскому округу. Население — 7 чел. (2010).

## Население
| 1852 | 1859 | 1890 | 1926 | 2002 | 2006 | 2010 |
| ---- | ---- | ---- | ---- | ---- | ---- | ---- |
| 125  | ↗129 | ↗162 | ↘154 | ↘7   | ↘5   | ↗7   |

## Расположение
Находится в юго-западной части района, вблизи автодороги Р107 Клин — Лотошино, примерно в 28 км к юго-западу от центра города Клина. В деревне 3 улицы — Запрудная, Мирная и Шоссейная, зарегистрировано 1 садовое товарищество.
Связана автобусным сообщением с районным центром. Ближайшие населённые пункты — деревни Елгозино и Спецово. У деревни берёт начало река Ольховка (бассейн Иваньковского водохранилища).

## Исторические сведения
В «Списке населённых мест» 1862 года Парфенкино — казённая деревня 1-го стана Клинского уезда Московской губернии по правую сторону Волоколамского тракта, в 30 верстах от уездного города, при колодцах, с 23 дворами и 129 жителями (61 мужчина, 68 женщин).
По данным на 1890 год входила в состав Петровской волости Клинского уезда, число душ составляло 162 человека.
В 1913 году — 29 дворов.
По материалам Всесоюзной переписи населения 1926 года — деревня Елгозинского сельсовета Петровской волости, проживало 154 жителя (78 мужчин, 76 женщин), насчитывалось 31 крестьянское хозяйство.
С 1929 года — населённый пункт в составе Клинского района Московской области.